# Valley Grove
Valley Grove är en ort (village) i Ohio County i West Virginia i USA. Vid 2010 års folkräkning hade Valley Grove 378 invånare.